# 清水郁夫
清水 郁夫（しみず いくお、1954年<昭和29年>5月4日 - ）は、日本の国土交通官僚。近畿地方整備局国営明石海峡公園事務所長、同副局長を歴任。瑞宝中綬章受章。

## 経歴
1978年4月 建設省入省。  2000年 (平成12年) 7月 海上交通局国内旅客課長、2002年9月 関東地方整備局総務部長、2006年7月 都市・地域整備局総務課長、独立行政法人都市再生機構監事、2008年7月 近畿地方整備局国営明石海峡公園事務所長、2009年7月 同局副局長。
退官後、2011年４月 一般社団法人不動産適正取引推進機構常務理事。2015年６月（一社）全国住宅産業協会専務理事。2022年 (令和4年) ６月 （一社）日本補償コンサルタント協会会長。同月 日神グループホールディングス社外取締役。同年７月 日神不動産社外取締役。

## 栄典
2024年11月 令和6年秋の叙勲で瑞宝中綬章を受章